# Андервуд, Лорен
Лорен Эшли Андервуд (англ. Lauren Ashley Underwood; р. 4 октября 1986, Мейфилд-Хайтс, штат Огайо, США) — американская медсестра и политик. C 2019 года — член Палаты представителей Конгресса США.

## Биография
Лорен Андервуд родилась в Мейфилд-Хайтсе, штат Огайо. В 2008 году Андервуд получила степень бакалавра наук в Мичиганском университете.  В Мичигане Андервуд прослушала курс по политике в сестринском деле, который, по ее словам, "изменил ее жизнь" и повлиял на ее желание заняться политикой в области здравоохранения. Также в Мичигане она вступила в сестринское братство Alpha Kappa Alpha Национального пан-эллинистического совета. В 2009 году она получила степень магистра сестринского дела и магистра общественного здравоохранения в Университете Джонса Хопкинса.  
На предшествовавших выборам в Палату 2018 года праймериз Демократической партии Андервуд, выдвигавшаяся в 14-м избирательном округе штата Иллинойс, конкурировала с шестью другими претендентами (наиболее конкурентный округ штата, наряду с 6-м). По итогам, она победила, получив 57,3 % из отданного 51 251 голоса и тем самым превзойдя более чем в 4 раза результат занявшего 2-е место главы населённого пункта Монтгомери Мэттью Бролли (13,4 %).
Единственный соперник Андервуд на выборах, действующий на тот момент конгрессмен-республиканец (занимавший пост с 2011 года) Рэнди Халтгрен потерпел поражение с 47,5 % голосов избирателей. Андервуд стала первой женщиной и первым небелым человеком — представителем 14-го округа. На момент вступления в должность 3 января 2019 года ей было 32 года, что сделало её также самой молодой афроамериканкой-конгрессменом.
В ноябре 2019 года американский журнал Time включил Лорен Андервуд во впервые составленный список из ста наиболее перспективных персон (то есть способных в дальнейшем попасть в ежегодно представляемую журналом сотню самых влиятельных людей года), отнеся её к категории «Лидеры».